# 샌퍼드 돌
샌퍼드 밸러드 돌(Sanford Ballard Dole, 1844년 4월 23일 ~ 1926년 6월 9일)은 미국의 정치인이자, 하와이 공화국의 대통령이다.
하와이 호놀룰루에서 태어났다. 그의 부모는 하와이에 정착한 미국인들이었고, 그는 그럭저럭 부유한 삶을 살 수 있었다. 하와이 왕국이 건국되자, 왕국의 법률가가 되었고, 그 뒤 하와이 혁명을 성공적으로 이끌어, 하와이 공화국의 초대 대통령에 당선된다. 1898년 미국에 하와이가 병합된 뒤로는 초대 하와이 총독을 지내기도 하였다.